# Richard Graham
Richard Graham (Planaltina, 1934) é um historiador brasileiro-estadunidense especializado no Brasil do século XIX. Ele foi professor de História na Universidade do Texas em Austin, onde atualmente é professor emérito. Ele foi presidente da Conference on Latin America History, a organização profissional dos historiadores latino-americanos. 

## Publicações
- Feeding the City: From Street Market to Liberal Reform in Salvador, Brazil, 1780-1860, University of Texas Press, 2010
- Patronage and Politics in Nineteenth-Century Brazil, Stanford University Press, 1990
- Britain and the Onset of Modernization in Brazil Cambridge University Press, 1968
- The Idea of Race in Latin America edited, University of Texas Press, 1990
- Juggling Race and Class in Brazil's Past PMLA 123:5 (Oct. 2008)
- Another Middle Passage? The Internal Slave Trade in Brazil, in Walter Johnson, Chattel Principle Yale University Press 2004
- Slavery and Economic Development:  Brazil and the U.S. South Comparative Studies in Society and History, 23:4 (Oct 1981)
- Constructing a Nation in Nineteenth-Century Brazil: Old and New Views on Class, Culture, and the State, Journal of the Historical Society, Boston University, Volume 1, Number 2-3, spring 2001
- Independence in Latin America: A Comparative Approach Knopf, 1972, McGraw-Hill, 1994